# NGC 3275
NGC 3275 је спирална галаксија у сазвежђу Шмрк (Пумпа) која се налази на NGC листи објеката дубоког неба.
Деклинација објекта је - 36° 44' 13" а ректасцензија 10h 30m 51,7s. Привидна величина (магнитуда) објекта NGC 3275 износи 11,4 а фотографска магнитуда 12,2. Налази се на удаљености од 42,4000 милиона парсека од Сунца. NGC 3275 је још познат и под ознакама ESO 375-50, MCG -6-23-46, AM 1028-362, IRAS 10286-3628, PGC 31014.